# XXI. dinasztia
Az Ókori Egyiptom XXI. dinasztiája Kr. e. 1077-től Kr. e. 943-ig irányította az országot. Ez idő alatt 7 fáraót adott Egyiptomnak:
- I. Neszubanebdzsed (ur.: Kr. e. 1077 – Kr. e. 1051)
- Amenemniszu (ur.: Kr. e. 1051 – Kr. e. 1047)
- I. Paszebahaenniut (ur.: Kr. e. 1047 – Kr. e. 1001)
- Amenemopet (ur.: Kr. e. 1001 – Kr. e. 992)
- Oszorkhór (ur.: Kr. e. 992 – Kr. e. 986)
- Sziamon (ur.: Kr. e. 986 – Kr. e. 967)
- II. Paszebahaenniut (ur.: Kr. e. 967 – Kr. e. 943)